# Poczta w Nowej Rudzie
Poczta w Nowej Rudzie – budynek ze schodami od ul. Niepodległości wzniesiono w 1910 r. w stylu neoklasycystycznym. Jest to przykład dobrej architektury, na owe czasy nowoczesnej. Do niedawna znajdowała się w nim również noworudzka siedziba Telekomunikacji Polskiej SA. Po niej pomieszczenia przejął Urząd Gminy Nowa Ruda. 